# Wahlkreis Ludwigshafen am Rhein II
Der Wahlkreis Ludwigshafen am Rhein II (Wahlkreis 37, bis zur Landtagswahl 2016 noch Wahlkreis 36) ist einer von zwei Landtagswahlkreisen in Ludwigshafen am Rhein in Rheinland-Pfalz. Er umfasst die Stadtteile Gartenstadt, Maudach, Oggersheim, Oppau und Ruchheim.

## Wahl 2021
Bei der Landtagswahl 2021 vom 14. März 2021 entfielen im Wahlkreis auf die einzelnen Wahlvorschläge:
| Direktkandidaten     | Partei           | Wahlkreisstimmen in % | Landesstimmen in % |
| -------------------- | ---------------- | --------------------- | ------------------ |
| Heike Scharfenberger | SPD              | 36,9                  | 38,8               |
| Marion Schneid       | CDU              | 25,1                  | 23,2               |
| Pascal Bähr          | AfD              | 13,2                  | 13,0               |
| Jörg Matzat          | FDP              | 6,3                   | 5,4                |
| Regina Keßler        | Grüne            | 8,7                   | 7,6                |
| Natalie Naringbauer  | Die Linke        | 3,2                   | 2,4                |
| Hans Arndt           | Freie Wähler     | 6,5                   | 4,2                |
| –                    | Piraten          | –                     | 0,6                |
| –                    | ÖDP              | –                     | 0,5                |
| –                    | Klimaliste       | –                     | 0,4                |
| –                    | Die PARTEI       | –                     | 0,9                |
| –                    | Tierschutzpartei | –                     | 2,1                |
| –                    | Volt             | –                     | 0,9                |

Scharfenberger legte ihr Mandat am 1. August 2023 nieder. Für sie rückte Gregory Scholz nach.

## Wahl 2016
Die Ergebnisse der Wahl zum 17. Landtag Rheinland-Pfalz vom 13. März 2016:
| Direktkandidaten                  | Partei       | Wahlkreisstimmen | Landesstimmen |
| --------------------------------- | ------------ | ---------------- | ------------- |
| Heike Scharfenberger              | SPD          | 39,5 %           | 36,1 %        |
| Marion Schneid                    | CDU          | 27,6 %           | 23,5 %        |
| Jutta Kreiselmaier-Schricker      | GRÜNE        | 5,5 %            | 4,6 %         |
| Andreas Werling                   | FDP          | 8,1 %            | 5,6 %         |
| Hans-Joachim Spieß                | DIE LINKE    | 5,4 %            | 2,6 %         |
| Hans Arndt                        | Freie Wähler | 13,9 %           | 2,7 %         |
| –                                 | AfD          | –                | 20,7 %        |
| –                                 | Sonstige     | –                | 4,2 %         |
| Wahlberechtigte: 53.119 Einwohner |              |                  |               |
| Wahlbeteiligung: 67,9 %           |              |                  |               |

## Wahl 2011
Die Ergebnisse der Wahl zum 16. Landtag Rheinland-Pfalz vom 27. März 2011:
| Direktkandidaten                  | Partei       | Wahlkreisstimmen | Landesstimmen |
| --------------------------------- | ------------ | ---------------- | ------------- |
| Günther Ramsauer                  | SPD          | 43,0 %           | 41,7 %        |
| Marion Schneid                    | CDU          | 32,7 %           | 29,9 %        |
| Hans-Peter Eibes                  | FDP          | 2,7 %            | 3,2 %         |
| Kerstin Schulze                   | GRÜNE        | 12,5 %           | 13,4 %        |
| Thilo Krieg                       | DIE LINKE    | 4,1 %            | 3,7 %         |
| Otto Steigert                     | REP          | 3,3 %            | 2,6 %         |
| Hans Schwenk                      | NPD          | 1,7 %            | 1,6 %         |
| –                                 | Freie Wähler | –                | 1,5 %         |
| –                                 | PIRATEN      | –                | 1,9 %         |
| –                                 | Sonstige     | –                | 0,4 %         |
| Wahlberechtigte: 53.831 Einwohner |              |                  |               |
| Wahlbeteiligung: 58,2 %           |              |                  |               |

- Direkt gewählt wurde Günther Ramsauer (SPD).[6]
- Marion Schneid (CDU) wurde über die Landesliste (Listenplatz 30) in den Landtag gewählt.[7]

## Wahl 2006
Die Ergebnisse der Wahl zum 15. Landtag Rheinland-Pfalz vom 26. März 2006:
| Direktkandidaten                  | Partei   | Wahlkreisstimmen | Landesstimmen |
| --------------------------------- | -------- | ---------------- | ------------- |
| Günther Ramsauer                  | SPD      | 45,7 %           | 48,5 %        |
| Heinrich Jöckel                   | CDU      | 33,3 %           | 28,5 %        |
| Max Drescher                      | FDP      | 5,5 %            | 6,1 %         |
| Anne Spiegel                      | GRÜNE    | 5,0 %            | 3,9 %         |
| Marco Steigert                    | REP      | 7,1 %            | 5,5 %         |
| Otto Schäfer                      | WASG     | 3,3 %            | 3,1 %         |
| -                                 | Sonstige | -                | 4,4 %         |
| Wahlberechtigte: 54.346 Einwohner |          |                  |               |
| Wahlbeteiligung: 55,6 %           |          |                  |               |

- Direkt gewählt wurde Günther Ramsauer (SPD).[8]